# Madusa
Debrah Anne Miceli (nascida Debra Lewandowski; Milão, 9 de fevereiro de 1964) é uma motorista de caminhão monstro e ex-lutadora de luta livre profissional ítalo-americana. Ela é mais conhecida pelo seus nomes artísticos Madusa (forma reduzida de Made in the USA) e Alundra Blayze. No início de sua carreira, Miceli lutou para a American Wrestling Association, onde ganhou o Campeonato Mundial Feminino da AWA. Em 1988, ela foi a primeira mulher a ganhar o prêmio de "novato do ano" da Pro Wrestling Illustrated. No ano seguinte, Miceli assinou um contrato com a All Japan Women's Pro-Wrestling, fazendo dela o primeiro estrangeiro a atuar na promoção.
Mais tarde, ela se juntou a World Championship Wrestling (WCW), onde era um membro da Dangerous Alliance, um grupo de lutadores gerenciados por Paul E. Dangerously. Em 1993, a lutadora assinou um contrato com a rival da WCW, a World Wrestling Federation (WWF), sob o nome Alundra Blayze. Na WWF, ela rivalizou com Bull Nakano e Bertha Faye, conquistando ainda o campeonato feminino da promoção três vezes. Dois anos após a adesão à WWF, Miceli voltou a WCW, aparecendo em um episódio do Monday Nitro para jogar o título da WWF em uma lata de lixo; como resultado, ela foi incluída na "lista negra" da companhia (que mais tarde passou a se chamar WWE) nos 20 anos seguintes. Em sua segunda passagem na WCW, Miceli rivalizou com Bull Nakano e Oklahoma, e se tornou na primeira mulher a conquistar o Campeonato Mundial de Pesos-Leves da WCW. Depois de treinar lutadores como Torrie Wilson, Stacy Keibler e Nora "Molly Holly" Greenwald no WCW Power Plant, ela deixou a empresa em 2001. Em 28 de março de 2015, Miceli foi introduzida no Hall da Fama da WWE, sob seu apelido de Alundra Blayze.
Miceli compete no mundo dos caminhões monstro. Ela dirige um veículo chamado Madusa, e ganhou o co-campeonato de 2004 do Monster Jam World Finals na modalidade freestyle na primeira de três rodadas. No ano seguinte, Miceli foi a única concorrente feminina no Super Bowl of Motorsports, e posteriormente venceu a modalidade corrida no Monster Jam World Finals.

## Carreira na luta livre profissional

### American Wrestling Association (1986–1989)
Em 1984, Miceli treinou com Eddie Sharkey em Minneapolis, Minnesota e começou a trabalhar no circuito independente para ganhar cinco dólares por luta. Em 1986, ela passou a atuar na American Wrestling Association (AWA) sob o nome artístico Madusa Miceli, onde rivalizou com Sherri Martel. Depois desta deixar a AWA, Miceli substituiu-a como a manager de "Mr. Magnificent" Kevin Kelly, que muitas vezes uniu-se com Nick Kiniski para formarem a "The Perfect Tag Team". Em uma final de torneio, Madusa venceu o Campeonato Mundial Feminino da AWA sobre Candi Devine em 27 de dezembro de 1987. Nessa altura, ela também começou a gerenciar o campeão mundial dos pesos-pesados da AWA, Curt Hennig. Mais tarde, Madusa perdeu o título para Wendi Richter em 26 de novembro de 1988. Hennig e ela entraram então para o grupo Diamond Exchange, que também incluía a Badd Company (Paul Diamond e Pat Tanaka) e eram liderados por Diamond Dallas Page. Com Diamond e Tanaka, Madusa enfrentou os Top Guns (Ricky Rice e Derrick Dukes) e Wendi Richter no único pay-per-view da AWA, o SuperClash III. Ambos os campeonatos de duplas da Badd Company e o título feminino de Richter estavam em jogo; entretanto, como foi Richter que obteve o pin em Madusa, a Badd Company continuou como os campeões de equipes. Em 1988, Miceli foi também a primeira mulher a receber o prêmio de "novato do ano" da Pro Wrestling Illustrated.

### All Japan Women's Pro Wrestling (1989–1991)
Miceli teve uma rápida passagem de seis semanas na All Japan Women's Pro-Wrestling no início de 1989, onde ganhou o título feminino da IWA de Chigusa Nagayo, antes de perde-lo de volta para ela no dia seguinte. Miceli, então, começou a treinar no Japão, aprendendo o estilo de luta livre profissional japonês, bem como muay thai, kickboxing e boxe. Ela finalmente assinou um contrato de três anos com a All Japan, que fez dela a primeira lutadora não japonesa a ser contratada pela empresa. Além disso, Miceli trabalhou para a TWA, rivalizando com Luna Vachon, a quem ela enfrentou em uma luta cabelo vs. cabelo de duplas em setembro de 1991. Ela e seu parceiro Eddie Gilbert derrotaram Vachon e Cactus Jack, e com o resultado, Vachon teve a cabeça raspada.

### World Championship Wrestling (1991–1993)
Miceli então foi para a World Championship Wrestling (WCW) e ajudou Paul E. Dangerously formar o grupo Dangerous Alliance. Ela agiu principalmente como manager de Rick Rude, um dos membros da equipe. Em 25 de outubro de 1992, Dangerously expulsou-a da aliança no evento Halloween Havoc. Miceli, no entanto, derrotou Dangerously por contagem em 18 de novembro de 1992 no Clash of the Champions.

### World Wrestling Federation (1993–1995)

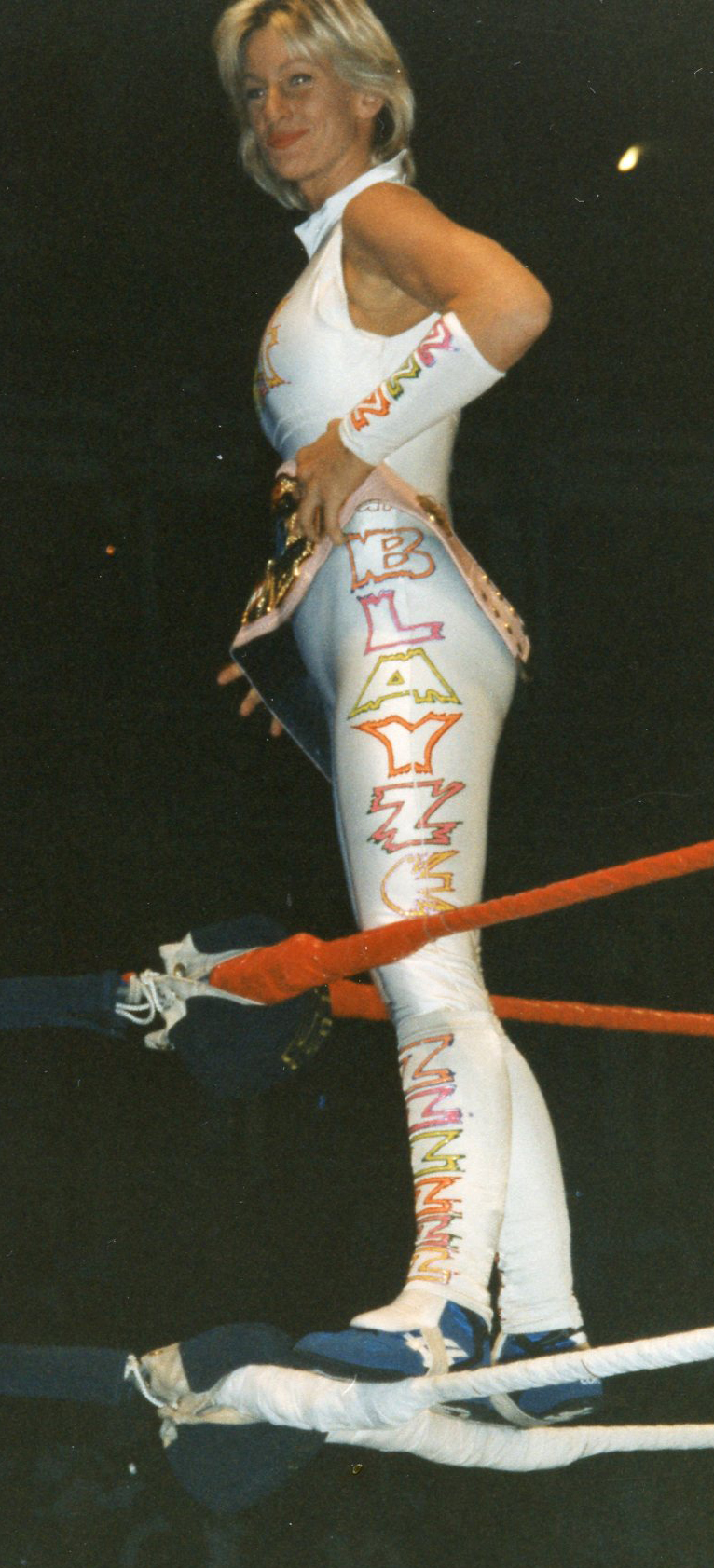
Miceli como campeã feminina da WWF.

Em 1993, a World Wrestling Federation (WWF) reativou seu campeonato feminino, que estava vago desde 1990, e Miceli foi trazida pela empresa para reviver sua divisão feminina. Ela estreou sob o nome artístico Alundra Blayze, porque o proprietário da WWF Vince McMahon não queria pagar Miceli para usar o nome Madusa, que tinha sido registrado. Ela lutou em torneio para coroar a nova campeã, e na final, derrotou Heidi Lee Morgan em 13 de dezembro de conquistar o título.
Depois do torneio, Miceli pediu a gestão da WWF para trazer novas mulheres para competir. Em meados de 1994, Bull Nakano se juntou ao elenco da empresa e começou a rivalizar com Blayze. Ela derrotou Nakano no SummerSlam, mas perdeu o cinturão para esta em 20 de novembro de 1994 no Japão, no evento Big Egg Wrestling Universe. Cinco meses mais tarde, em 3 de abril de 1995, Blayze recuperou o título de Nakano em uma edição do Monday Night Raw. Como parte da história, imediatamente após a vitória, ela foi atacada por Bertha Faye, que quebrou seu nariz. De acordo com Rhonda Sing (Faye), o enredo foi escrito para Miceli ser retirada dos eventos seguintes para ela realizar implantes mamários e uma plástica no nariz. Blayze retornou em agosto de 1995, perdendo o título feminino para Faye no SummerSlam em 27 de agosto. Dois meses depois, ela conquistou o campeonato pela terceira vez, derrotando Faye em 23 de outubro.
Em dezembro, devido a problemas financeiros que a WWF estava tendo na época, Miceli foi liberada de seu contrato e assim ela foi destituída do Campeonato Feminino, que permaneceu vago até 1998. Miceli então voltou para a rival da WWF, a World Championship Wrestling, e ela foi integrada na "lista negra" da empresa nos 20 anos seguintes, devido à sua participação em um incidente controverso ao retornar para a WCW.

### Retorno a World Championship Wrestling (1995–2001)
Em dezembro de 1995, Miceli assinou um novo contrato com a WCW, e como parte de uma história escrita por Eric Bischoff, ela reestreou no WCW Monday Nitro em 18 de dezembro de 1995, jogando o cinturão de campeã feminina da WWF em uma lata de lixo. Ela mais tarde lamentou a sua ação e admitiu que não teria feito isso se Bischoff não lhe tivesse coagido. Miceli voltou a usar o nome Madusa novamente, e a WCW também trouxe em Bull Nakano para rivalizar com ela e assim as duas vieram a se enfrentar no Hog Wild em agosto de 1996, onde Madusa venceu. Devido a uma estipulação pré estabelecida, ela foi autorizada a destruir a motocicleta de Nakano depois do combate.
A empresa decidiu então estabelecer o Campeonato Feminino da WCW, mas Madusa perdeu para Akira Hokuto na final do torneio para coroar a primeira campeã em 29 de dezembro no Starrcade. Em 15 de junho de 1997, Hokuto manteve o título contra ela no The Great American Bash em uma luta título vs. carreira. Miceli, em seguida, teve um hiato de quase dois anos na WCW.
Madusa retornou em abril de 1999 como parte da facção de Randy Savage chamada Team Madness juntamente com Gorgeous George e Miss Madness. Após essa história terminar, Madusa entrou em um torneio pelo Campeonato da WCW, mas foi derrotada e eliminada do torneio. Mais tarde ela re-entrou na competição enfrentando Evan Karagias, mas foi novamente eliminada. Após isso, Madusa passou a gerenciar Karagias. Depois deste ganhar o Campeonato Mundial de Pesos-Leves da WCW no Mayhem, ele foi encontrado flertando com Spice do grupo Nitro Girls. No Starrcade, entretanto, Spice deu um golpe baixo em Karagias durante sua luta, permitindo a Madusa derrota-lo, tornando-se assim na primeira mulher a ganhar o título de pesos-leves da WCW. Spice então juntou-se com ela e se tornou em sua manager por um curto período de tempo.
Em janeiro de 2000, Madusa desenvolveu uma rivalidade com Oklahoma. Eles se enfrentaram em uma luta evening gown em 12 de janeiro no WCW Thunder, onde ela o derrotou ao tirar sua roupa, mas ele a atacou após o confronto. Madusa acabou perdendo o título dos pesos-leves para Oklahoma no Souled Out em 16 de janeiro de 2000.
Nesse meio tempo, Miceli tornou-se uma instrutora no WCW Power Plant, onde ajudou as mulheres a treinarem, como Nora Greenwald (Molly Holly). Antes da falência da WCW, ela esteve envolvida em uma rápida rivalidade com Torrie Wilson e Shane Douglas, que derrotaram ela e seu parceiro Billy Kidman no Fall Brawl em uma luta de andaimes. Após isso, Madusa não apareceu mais na programação da WCW. Ela deixou a empresa quando soube que Vince McMahon, o proprietário da World Wrestling Federation (WWF), iria comprar a WCW. Devido a seu desentendimento com McMahon, ela optou por não ficar na empresa. Miceli se aposentou da luta livre profissional em 2001, porque ela não gostou da direção em que luta feminina estava tomando; segundo ela, a competição entre mulheres foi se distanciando da livre livre real para se tornar em lutas de calcinhas e sutiãs.

### WWE Hall of Fame (2015)
Em 2 de março de 2015, foi anunciado que Miceli seria introduzida no Hall da Fama da WWE, sob o nome "Alundra Blayze". No Twitter, ela disse que isso era um sinal de respeito, uma vez que era o nome dela na WWE, mas que seria Madusa a discursar na cerimônia. Durante o seu discurso, em resposta às perguntas constantes sobre ela jogar o Campeonato Feminino da WWF no lixo durante um episódio do Monday Nitro, sua indutora, Natalya, trouxe uma lata de lixo ao palco e Miceli (chamando-se tanto como Madusa e Alundra Blayze) retirou o título de lá, ressaltando que ele tinha uma boa aparência para um título feminino, e dizendo que finalmente o cinturão "estava de volta, onde ele pertence", depois de 20 anos. Ela segurou o título em seu ombro, e referiu-se a si mesma como a campeã feminina reinante da WWF.

## Carreira como piloto de caminhões monstros

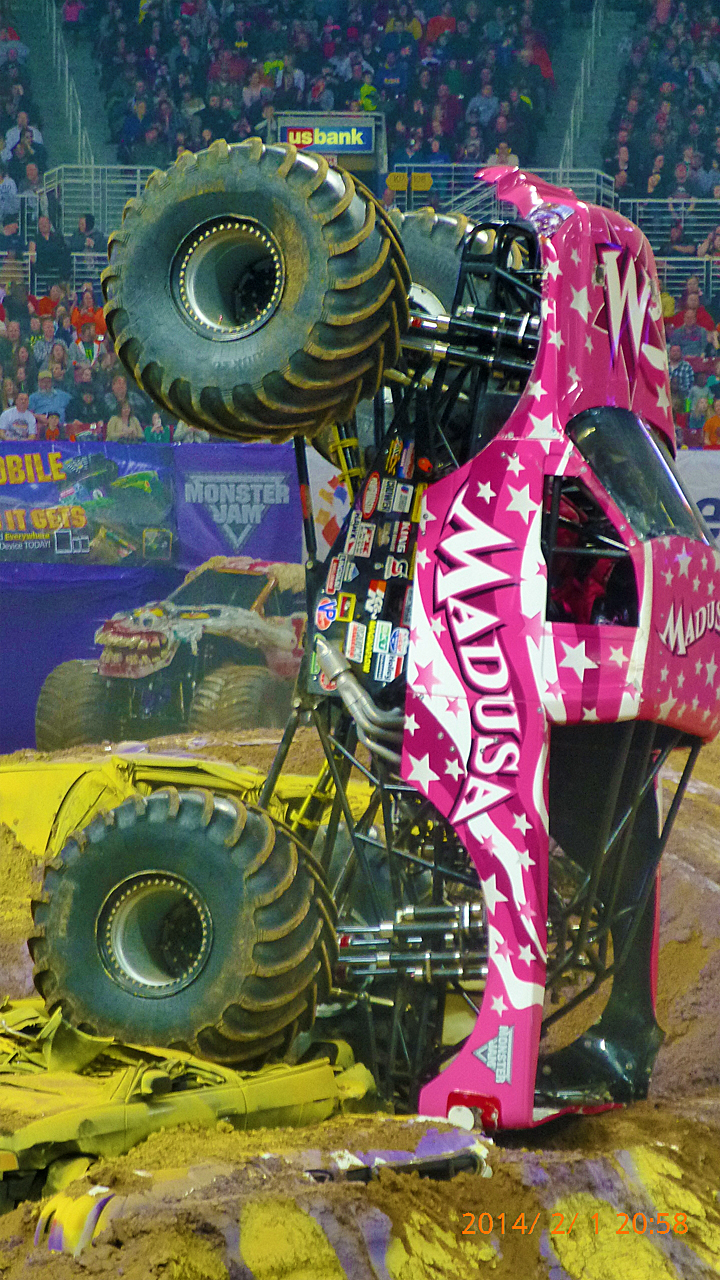
Caminhão monstro de Debrah Miceli, Madusa, no Monster Jam, no Edward Jones Dome, em St. Louis, Missouri. O caminhão está parado, equilibrado em sua extremidade traseira.

Miceli entrou no negócio de caminhões monstros com Dennis Anderson em 1999. Ela fez sua primeira aparição com um hot rod americano no Trans World Dome. Mais tarde, Meceli comprou seu próprio caminhão e nomeou-o Madusa, já que ainda tinha direitos sob o nome. Ela começou a ganhar competições freestyle em 2001. Miceli ganhou o co-campeonato de 2004 no Monster Jam World Finals também na modalidade freestyle na primeira de três rodadas. Em março de 2005, em Las Vegas, Miceli derrotou o seu instrutor Dennis Anderson na final do Monster Jam World Finals durante o campeonato de corrida, fazendo dela a primeira mulher a ganhar esta competição. Também em 2005, ela era a única concorrente feminina no Super Bowl of Motorsports.
A partir de janeiro de 2008, Miceli é também a vice-presidente executiva da Major League of Monster Trucks. Em 2009, ela voltou a competir no Monster Jam depois de um hiato que começou em 2006.
Em 10 de outubro de 2014, ela se lesionou em um evento de Monster Jam em Melbourne, na Austrália, e foi levada para um hospital local para o tratamento.

## Vida pessoal
Miceli nasceu em Milão, Itália, mas foi criada em vários lares adotivos em Minneapolis, Minnesota. Ela é judia. Antes de entrar para a luta livre profissional, fez ginástica e trilha, e aos 14 anos, trabalhou em um restaurante fast-food. Durante o início de sua carreira, ela também trabalhou como enfermeira em meio período.
Seu primeiro casamento foi em 1991 com o colega de profissão Eddie Gilbert. Em junho de 1997, ela conheceu o jogador jogador da NFL Ken Blackman, e eles se casaram sete meses depois em 14 de fevereiro de 1998. Os dois compartilharam suas casas em Cincinnati, Ohio e em Homosassa, Flórida. Em 1998, eles abriram uma loja de motocicletas chamada "Spookee Custom Cycles", que fabricou motos para outros jogadores da NFL como Kimo von Oelhoffen, Darnay Scott, Bradford Banta e Dan Wilkinson. O casal se divorciou mais tarde. Em 25 de junho de 2011, Miceli casou-se com Alan Jonason, um sargento-mor do Exército dos Estados Unidos, em Memphis, Tennessee.
Em 1995, ela apareceu nos filmes Shootfighter II, Death Match e Intersanction II. No Japão, Miceli lançou um CD de músicas cantadas em japonês. Ela ainda é proprietária de spa para animais de estimação chamado Koolkats and Hotdogs em Lecanto, Flórida. Em fevereiro de 2004, Miceli também comentou corridas de barco.

## Na luta livre profissional
- Movimentos de finalização
  - Airplane spin[10]
  - Bridging German suplex[1]
- Movimentos secundários
  - Diving crossbody[50][51]
  - Electric chair drop[52]

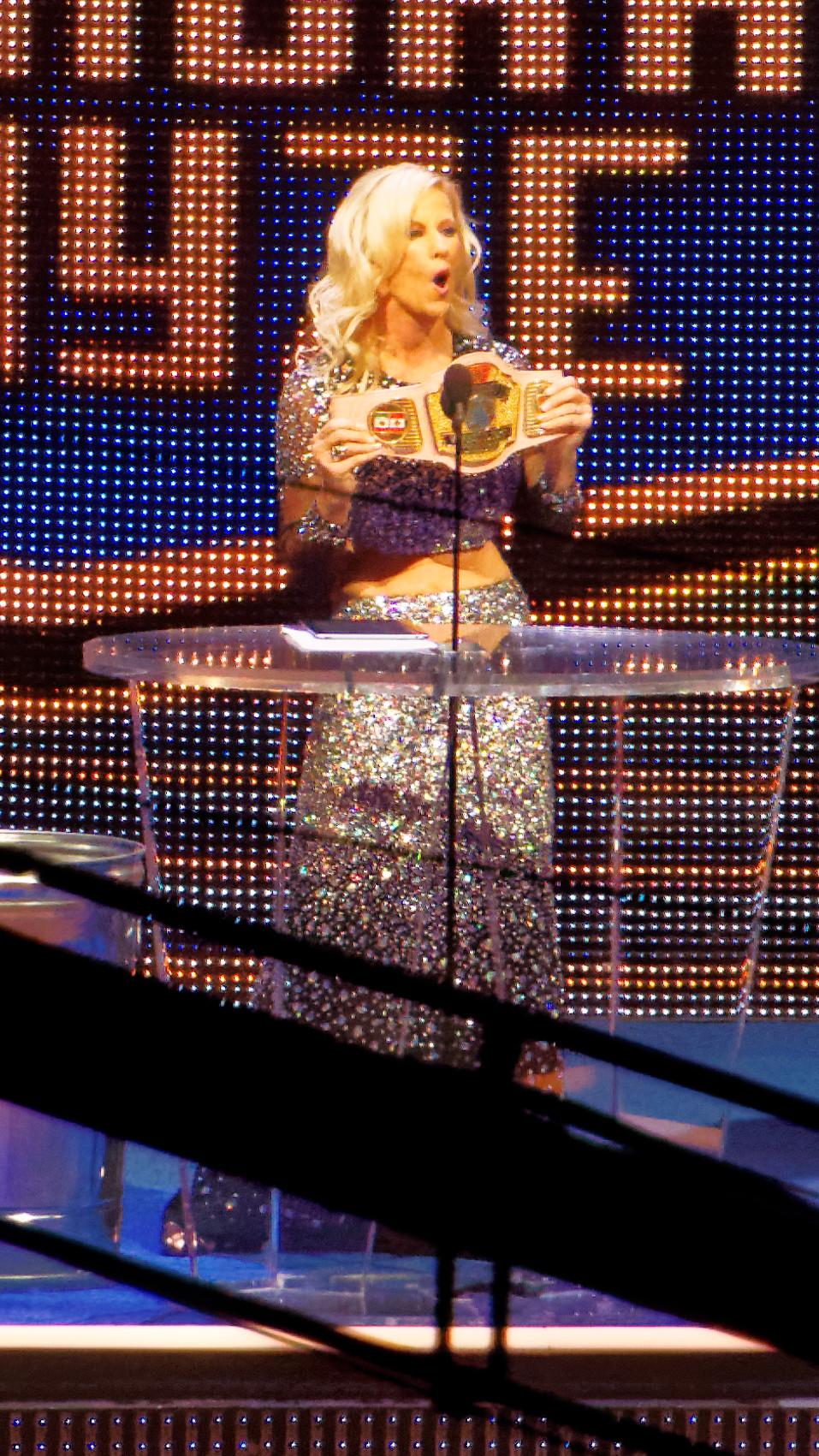
Madusa com o Campeonato Feminino da WWF durante a cerimônia de 2015 do Hall da Fama da WWE.

  - Handstand headscissors takedown em um oponente sentado no canto do ringue[53][54]
  - Legsweep[55]
  - Múltiplas variações de chutes:
    - Front drop,[9][51][55][56] às vezes da segunda corda[52][53][54][56]
    - Vários chutes,[50][52][54][57] às vezes encerrados com um chute único em rotação[52][56]
    - Girando[54][55][58]
    - Chute com o calcanhar[1]

  - Múltiplas variações de suplex
    - Belly to back[59]
    - Gutwrench[55]
    - Northern Lights[57]
    - Snap[1][10][15][50]
    - Super[55]

  - Powerbomb[54]
  - Running kneeling mat slam[50][54][57]
  - Spinning toe hold[10][58]
  - Stinger splash[58]
- Managers
  - Diamond Dallas Page[14]
  - Paul E. Dangerously[60]
  - Spice[37]
- Lutadores que gerenciou
  - The Dangerous Alliance[18]
  - Curt Hennig[1]
  - Evan Karagias[32]
  - "Mr. Magnificent" Kevin Kelly[11][61][62]
  - The Perfect Tag Team (Kevin Kelly and Nick Kiniski)[63][64]
  - Rick Rude[4]
  - "Macho Man" Randy Savage[30]
  - Greg Valentine[65]

## Campeonatos e prêmios
| - All Japan Women's Pro-Wrestling - Campeonato Mundial Feminino da IWA (2 vezes) - Tag League the Best (1989) – com Mitsuko Nishiwaki - American Wrestling Association - Campeonato Mundial Feminino da AWA (1 vez) - International World Class Championship Wrestling - Campeonato Feminino da IWCCW (1 vez) - World Championship Wrestling - Campeonato de Pesos-Leves da WCW (1 vez) - World Wrestling Federation - Campeonato Feminino da WWF (3 vezes) - Hall da Fama da WWE (Classe de 2015) - Pro Wrestling Illustrated - Novato do ano (1988) | - United States Hot Rod Association - USHRA Co-campeonato do Monster Jam World Finals (modalidade freestyle) (2004) - USHRA Campeonato do Monster Jam World Finals (modalidade corrida) (2005) |